# Gábor Andreánszky
Gábor Andreánszky de Liptószentandrás (Alsópetény, 1 de agosto de 1895 — Budapest, 20 de novembro de 1967) foi um botânico e explorador que se destacou no campo da paleobotânica. Foi filho do político húngaro Gábor Andreánszky (1848-1908).

## Biografia
Nasceu em Alsópetény (Austro-Hungria), filho do político conservador e membro do Parlamento barão Gábor Andreánszky (1848–1908) e de Rudnay Lenke. Durante seus estudos superiores na Universidade de Budapeste, uma viagem de coleta botânica às montanhas Fogarasi realizada em 1914, sob a orientação do professor János Tuzson, despertou o seu interesse pela botânica.
Foi obrigado a interromper os estudos devido à Primeira Guerra Mundial, mas após a obtenção do diploma, em 1920, tornou-se professor assistente no Departamento de Taxonomia Vegetal da Universidade de Budapeste. Foi promovido em 1942, a professor ordinário titular daquele departamento, ensinando taxonomia vegetal e geografia vegetal.
Naquele mesmo ano, foi nomeado botânico-chefe e diretor da coleção botânica do Museu Nacional Húngaro (mais tarde Museu de História Natural da Hungria). Ocupou esse cargo até 1945, quando se tornou chefe do Departamento de Botânica da Universidade de Budapeste, posição que manteve até 1952. Naquele ano, por razões políticas (e provavelmente pela sua origem nobre, pois tinha o título de barão herdado de seu pai), foi banido do ensino universitário pelas autoridades comunistas. Voltou à coleção de plantas do Museu Húngaro de Ciências Naturais como um simples funcionário, onde trabalhou até falecer.
Na sua investigação científica dedicou-se principalmente ao estudo da florística e da geografia vegetal. Realizou várias expedições à Península Balcânica, Córsega, Marrocos, Tunísia e Mauritânia, bem como dos Alpes e dos Cárpatos. Poi pioneiro no estudo da paleobotânica do Cenozóico, especialmente da flora do Mioceno.
O foco de seu trabalho paleobotânico foi a flora do Período Terciário, incluindo o Mioceno, dedicando-se ao estudo da evolução filogenética de grupos de plantas individuais ao longo de períodos geológicos e as razões climatológicas determinantes dessas mudanças, com destaque para a flora alpina. Dedicou-se também à história do desenvolvimento das florestas na Hungria.
Como resultado de suas coleções e pesquisas, duplicou a coleção de plantas fósseis na coleção do jardim botânico do museu. Em 1948, lançou a revista científica Hungarica Acta Biologica (predecessora da Acta Biologica). Na década de 1950, publicou duas grandes monografias, um manual de paleobotânico (1954) e um estudo fitossociológico da flora húngara da camada sármata (1959).
Em reconhecimento às suas realizações científicas, foi eleito membro correspondente da Academia Húngara de Ciências em 1945. Expulso em 1952, só foi reintegrada, postumamente, em 1989.
Foi homenageado com o nome científico de uma espécie de lagarto marroquino, Atlantolacerta andreanskyi.

## Publicações
Entre muitas outras, é autor das seguintes publicações:
- Plantae ia Africa Boreali lectae II–III. Pécs: Dunántúl. 1937–1941.
- Az éghajlat megváltozásának hatása a növényzetre. Budapest: Stephaneum. 1939.
- Adatok Tunisz és Kelet-Algéria növényföldrajzához. Budapest: Bethlen Gábor. 1939.
- Száras növények. Budapest: Egyetemi ny. 1941.
- A növények elterjedése. Budapest: Egyetemi ny. 1941.
- A Földközi-tengervidék növényzetének biológiai spektrumáról. Budapest: Szent István Akadémia. 1941.
- Ősnövénytan. Budapest: Akadémiai. 1954.
- Die Flora der sarmatischen Stufe in Ungarn: Die paläoökologischen und zönologischen Beziehungen ihrer Entwicklungsgeschichte. Budapest: Akadémiai. 1959.
- Contributions à la connaissance de la flore de l’oligocène inférieur de la Hongrie et un essai sur la reconstitution de la végétation contemporaine. Budapest: Akadémiai. 1959.
- On the Upper Oligocene of Hungary: Analysis of the site at the Wind Brickyard. Eger. Budapest: Akadémiai. 1966.